# Gunung Lembu
Gunung Lembu är ett berg i Indonesien.   Det ligger i provinsen Aceh, i den västra delen av landet, 1 600 km nordväst om huvudstaden Jakarta. Toppen på Gunung Lembu är 3 031 meter över havet. Gunung Lembu ingår i Van Daalen Mountains.
Terrängen runt Gunung Lembu är kuperad åt sydväst, men åt nordost är den bergig.  Trakten runt Gunung Lembu är nära nog obefolkad, med mindre än två invånare per kvadratkilometer. I omgivningarna runt Gunung Lembu växer i huvudsak städsegrön lövskog.